# Коломойченко Володимир Остапович
Володимир Остапович Коломойченко (нар. 1932, місто Херсон — ?) — український радянський діяч, фрезерувальник Херсонського комбайнового заводу імені Петровського Херсонської області. Депутат Верховної Ради СРСР 6—8-го скликань.

## Життєпис
Народився в родині робітника. У 1949 році закінчив семирічну школу в Херсоні.
У 1949—1951 роках — учень фрезерувальника, фрезерувальник Херсонського комбайнового заводу імені Петровського.
У 1951—1954 роках — служба в Радянській армії.
З 1954 року — фрезерувальник Херсонського комбайнового заводу імені Петровського Херсонської області. Ударник комуністичної праці, раціоналізатор.
Член КПРС з 1960 року.
У 1964 році закінчив вечірню середню школу робітничої молоді в Херсоні.
У 1970 році без відриву від виробництва закінчив Одеський технологічний інститут імені Ломоносова..

## Нагороди
- орден Леніна
- медаль «За доблесну працю. В ознаменування 100-річчя з дня народження Володимира Ілліча Леніна» (1970)
- медалі
- знак «Відмінник соціалістичного змагання УРСР»